# Jolly Cola
Jolly Cola er en dansk coladrik, der stammer fra 1959. Den bliver i dag brygget af Bryggeriet Vestfyen, sammen med de øvrige Jolly-varianter. Jolly Cola havde helt op til midten af 1980´erne en markedsandel på omkring 40 % af det danske cola-marked. Mest kendt er Jolly Cola nok for sit slogan ’Sig Jolly til din cola!’. Dette slogan bliver i deres 50-års fødselsdagskampagne i 2009 fulgt op af sloganet ’Free your taste’. I 2025 er sloganet "Helt speciel dansk". 

## Historie
Jolly-Colaen blev i første omgang lanceret med idealet om at udkonkurrere Coca-Cola på det danske marked. I 1959 gik 18 danske bryggerier sammen og dannede Dansk Coladrik A/S, der skulle producere og markedsføre en dansk landsdækkende cola. En af årsagerne til Jolly Colas succes var, at man efterlignede Coca-Cola hvad angik forretningsmodel og markedsføringsform. Et fintmasket distributionsnet gjorde, at de fleste colaer, der blev drukket i 1960'erne (60 % markedsandel), var danske.
I 1980'erne begyndte den amerikanske kultur for alvor at vinde frem i Danmark. En udbredt amerikanisering ramte Danmark, hvilket betød, at forbrugerne fik øjne op for at drikke Coca-Cola frem for Jolly-Cola. Jolly Cola havde frem til midten af 1980’erne stadig godt 60 % af det danske colamarked, men oplevede fra slutningen af 80’erne et markant og vedvarende fald i salget. Det svigtende salg fik i 1999 det daværende FDB til at fjerne Jolly Cola helt fra hylderne.
Jolly Cola udgjorde i 2002 6 % af det samlede danske sodavandsmarked, hvilket var reduceret til 2 % i 2003. En retssag mellem Bryggeriet Vestfyen og Bryggerigruppen (Royal Unibrew) var samme år ved at koste Jolly Cola livet. Bryggeriet Vestfyen mente, at Bryggerigruppen hellere ville markedsføre Pepsi Cola på bekostning af Jolly Cola. I september 2003 overtog Bryggeriet Vestfyen  96 % af aktierne i den kriseramte sodavand (de resterende 4% var ejet af Thisted Bryghus) og fik vendt udviklingen i en sådan grad, at Jolly Cola i 2004 udgjorde 25 % af Coop Danmarks samlede salg af cola. I sommeren 2024 opkøbte Bryggeriet Vestfyen de sidste ejerandele i Dansk Coladrik, og ejer i dag Jolly Cola 100 %.
Jolly Cola har været produceret på Færøerne af bryggeriet Föroya Bjór siden 1960. Jolly Cola er blandt de mest solgte sodavandsmærker på Færøerne[kilde mangler].
I foråret 2025 igangsatte Jolly Cola en stor kampagne i forbindelse med, at USA's aggresive udenrigspolitik havde forårsaget stor boykot på amerikanske varer i Danmark. Salget af Jolly Cola supermarkedskæden Rema 1000 var 13 gange højere i marts 2025 i forhold til året før.

## Jolly reklamer
Gennem tiden har Jolly Cola lavet mange reklamer, der i dag har opnået kultstatus. Den nok mest kendte reklame er fra 1992 og indeholder to modne frugter.

I en anden berømt reklamefilm fra 1993 modtager Tina Kjær på sin computer beskeder med seksuelle undertoner fra en mandlig kollega. Hun modtager følgende besked på sin computer: "Jeg har noget under bordet, du ikke kan modstå. Den er 27,8 centimeter lang." Derpå trækker kollegaen en Jolly-Cola frem fra skrivebordsskuffen, mens han smiler kækt.

## Jolly etiketterne
Gennem tiden har Jollys etiket ændret sig flere gange. Fælles for de fleste af etiketterne er dog det bløde cool retrolook. I 1980’erne og 1990’erne var der quizzer, kryds og tværs og kloge ordsprog at finde bag på Jolly’s etiketter. I 2014 relancerede Vestfyen, Jolly Cola med en ny flaske designet af Jim Lyngvild og vendte tilbage til en tidligere etiket for at give mærket et retrolook der skulle øge salget. 

## Jolly varianter
Jolly-sortimentet består i 2025 af 10 smagsvarianter: 
- Jolly Cola
- Jolly Cola Sukkerfri
- Jolly Time
- Jolly Time Sukkerfri
- Jolly Appelsin Sukkerfri
- Jolly Lemon
- Jolly Abrikos
- Jolly Tonic Sukkerfri
- Jolly Ginger Beer Sukkerfri
- Jolly Rose Lemonade Sukkerfri.

De forskellige varianter sælges i forskellige størrelser: 33 cl dåse, 33 cl plastikflaske, 50 cl plastikflaske og 1,5L plastikflaske.
Jolly kan købes i de forskellige etablerede fødevarekæder, men oftest kun som tidsbegrænsede spottilbud.